# Сенешаль

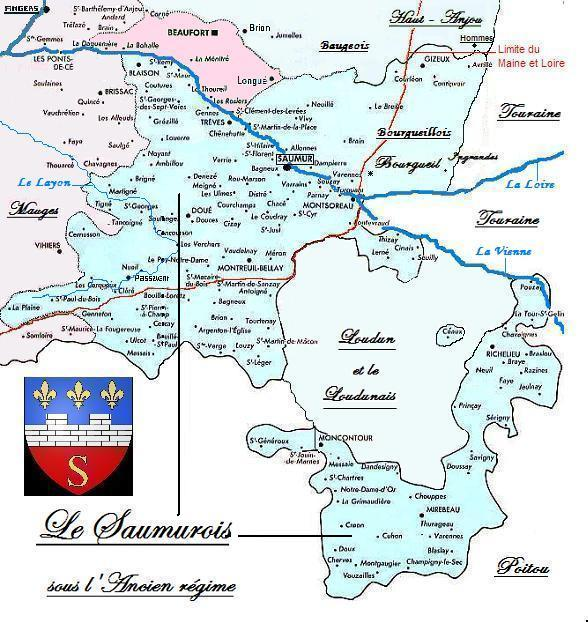
Сенешальство Сомюрське

Сенешаль (або сенешалк, від лат. Senex і давньонім. Scalc — найстарший слуга) — одна з найвищих придворних посад у X—XII ст.

## Сенешаль Франції
У Франції з часів Меровінгів — спочатку сенешаль був стольником, чиї обов'язки зводилися до спостереження за подачею страв під час обідів і бенкетів — в цій якості він також відомий з хронік під ім'ям dapifer. З часом, однак, він перетворився на одного з вищих сановників, завідувача внутрішнього розпорядку при дворі. До обов'язків сенешаля входила організація бенкетів і придворних церемоній, а також управління слугами, подібно до англійського High-Steward при тому, що він відправляв суд, під його керівництвом були також королівські армії домену, в той час як король командував військом усього королівства.
У німецькій державі місце сенешаля займав стольник (Truchsess). Герцоги Нормандії, Бургундії, Бретані, Гієні (Аквітанії), графи Фландрії, Шампані, Тулузи мали своїх сенешалів з числа лицарів. Коли ці володіння перейшли до корони, сенешальствами (судовими округами) стали управляти королівські чиновники.
Сенешалі королівського двору носили титул великого сенешаля (Grand Sénéchal) або сенешаль Франції (sénéchal de France). У X—XII ст. сенешальська служба залишалася головною службою короля, але в 1191 р. була скасована рішенням Філіпа-Августа, через занадто велику концентрацію влади в одних руках. Після смерті останнього сенешаля Франції — Тібо V де Блуа, посада була ліквідована, обов'язки сенешаля розділили між собою конетабль, камерарій та верховний розпорядник двору, який змінив сенешаля в тому, що стосувалося управлінням двором і слугами.

## Сенешалі як адміністративні чиновники
Скасувавши звання сенешаля як придворну посаду, Філіп-Август перетворив їх на чисто судових чиновників, які виконували в Південній Франції обов'язки, які на Півночі покладалися на бальї — тобто вершити суд і очолювати адміністрацію, відати військовими питаннями та управляти фінансами певного регіону, що входив до їх юрисдикції і носив назву сенашальства. Суд будувався на основі звичайного права регіону, до юрисдикції сенешаля входили як цивільні, так і кримінальні справи.
Після XVI ст. сенешалі зберігають виключно військові функції.
Остаточно посада зникає після Великої французької революції.

## Сеньйоріальні сенешалі
Посада сенашаля існувала також у багатьох сеньйоральних домах Франції. Сенешаль сеньйора спочатку був керуючим маєтком, часто кріпаком, але згодом набув функції церемоніймейстера, керуючого і розпорядника бенкетів; за твердженням англійського історика Х. С. Беннета, він повинен був знати «величину і потреби кожного маєтку; кількість акрів землі, які слід було пустити під оранку, і скільки насіння потрібно для засіву. Він повинен був підтримувати контакт з усіма старостами сіл або місцевими бальї, наглядати за тим, як вони розпоряджаються панським майном і обходяться з селянами. Він повинен точно знати, скільки хліба можна випекти з чверті зерна, і скільки худоби можна пасти на кожному пасовищі. Він постійно повинен пильнувати інтереси сеньйора, щоб нічого з майна сеньйора не було зіпсовано або вкрадено. Йому слід постійно дбати про доходи сеньйора, як грошові, так і інші, і наглядати за тим, щоб вони сплачувалися вчасно. Іншими словами, він повинен був бути всезнаючим і всемогутнім.»